# Лофленд, Джон
Джон Ло́фленд (англ. John Lofland; 4 марта 1936, Милфорд, Делавэр, США) — американский социолог. Автор монографии «Культ Судного дня: исследование обращения, прозелитизма и поддержания веры» (англ. Doomsday Cult: A Study of Conversion, Proselytization, and Maintenance of Faith), основанной на полевых исследованиях группы членов Церкви объединения в Калифорнии в 1960-е годы и ставшей одной из наиболее важных и широко цитируемых работ о религиозном обращении и одним из первых социологических трудов о новых религиозных движениях.

## Биография
Родился 4 марта 1936 года в Милфорде штата Делавэр.
В 1954 году окончил Бриджвиллскую старшую школу (англ. Bridgeville High School). В 1948—1958 годах летом и неполный рабочий день работал в области сельского хозяйства, промышленности и розничной торговли.
В 1958 году получил бакалавра гуманитарных наук по психологии в Суортмор-колледже.
В 1959 году работал лаборантом в Бюро прикладных социологических исследований Колумбийского университета.
В 1959—1960 годах ассистент преподавателя социологии в Колумбийском университете и научный сотрудник Института образовательного эксперимента в составе Учительской школы Колумбийского университета, также работал интервьюером в Бюро переписи населения США в Нью-Йорке, занимаясь подготовкой ежемесячного отчёт о состоянии рабочей силы.
В 1960 году получил магистра гуманитарных наук по социологии в Колумбийском университете.
В 1960—1962 годах ассистент преподавателя социологии в Калифорнийском университете в Беркли.
В 1962—1964 года — преддокторский исследователь (англ. Predoctoral fellow) в Национальном институте психического здоровья.
В 1964 году получил доктора философии по социологии в Калифорнийском университете в Беркли, за диссертацию «Спасители мира: полевые исследования процессов в культе» (англ. The World Savers: A Field Study of Cult Processes), которая была связана с исследованием группы Янг Оон Ким в области залива Сан-Франциско принадлежащей к Церкви объединения Сон Мён Муна.
В 1964—1968 годах — ассистент-профессор социологии Мичиганского университета.
В 1968—1970 годах — адъюнкт-профессор социологии Сономского университета Университета штата Калифорния.
В 1970—1974 годах адъюнкт-профессор социологии, в 1974—1994 годах — профессор социологии и 1994—1997 годах — профессор-эмерит кафедры социологии Калифорнийского университета в Дейвисе.
Читал курсы лекций и вёл занятия по экосоциологии, социологии религии, социологии жалоб и протестов. По тематикам общественных движений, социальных конфликтов, социальным проблемам, семинар в области полевых исследований, семинар по социальным движениям, институтам мира, социальному взаимодействию, коллективному поведению, волонтёрским организациям, девиантному поведению, несовершеннолетней преступности, официальным организациям, введению в социальные исследования, начальной статистике, эксперименту в социологии, американскому обществу и социализации, социологическая социальная психология, самосознание и общество.

## Научная деятельность
В 1958 году в Колумбийском университете под научным руководством Морриса Зелдич занимался занимался исследованием социальных процессов в изоляторе в психиатрической клинике. В 1959—1960 годах проводил полевые исследования общественной организации «Анонимные алкоголики» в Нью-Йорке. В 1962—1964 и 1977—1986 годах проводил полевые исследования в области залива Сан-Франциско, Фор-де-Франс и Мадейре с целью изучения социальных аспектов в Церкви объединения. В 1977 году в Сакраменто проводил исследование демонстраций перед Капитолием штата Калифорния (частично оплачивалось малыми грантами учёного совета Калифорнийского университета в Дейвисе). Весной-летом 1981 и летом 1983 года изучал демонстрации в Лондоне. В 1982—1986 в Дейвисе занимался исследовательской программой «Политики в либерально-прогрессивном городе». В 1983—1992 годах исследовал движения мира в различных уголках мира: в июне-июле 1985 года в СССР, Финляндии и Швеции, в июне-июле 1987 года в Нидерландах, а также во многих местах в США включая Бэйтти штата Невада и Голд-Лэйк штата Калифорния.
С 1994 года занимается историей и культурой Старого северного округа Дейвиса. В 2000 году изучал общественное мнение относительно сноса Terminal Hotel Building в Дейвисе.
В 1970—1974 годах — главный редактор, с 1974 года — член редакционного совета Журнала современной этнографии.
В 1971—1972 годах — председатель программного комитета, в 1980—1981 годах — председатель Тихоокеанской социологической ассоциации.
В 1974—1976 годах — редактор-консультант журнала American Journal of Sociology.
В 1977—1978 годах — председатель комитета премии Чарлза Хортона Кули Общества изучения символического взаимодействия. В 1985—1988 годах — президент Общества изучения символического взаимодействия.
В 1978—1981 годах — младший редактор журнала American Sociological Review.
В 1980—1981 годах — председатель секции коллективного поведения и общественных движений Американской социологической ассоциации, в 1982—1984 годах — член программного комитета Американской социологической ассоциации, в 1982—1984 годах — председатель комитета профессиональной этики Американской социологической ассоциации, 1988—1990 годах — председатель секции Общества мира и войны Американской социологической ассоциации.
В 1981—1990 годах — редактор-обозреватель журнала Symbolic Interaction.
В 1984—1986 годах — младший редактор журнала Sociological Analysis.
В 1992—1994 годах — член исполнительного комитета Ассоциации исследования мира.
В 1995—1999 годах — редакционного совета журнала Mobilization.
С 1996 года — редактор-консультант International Encyclopedia of Ethnography.

## Научные труды

### Монографии
- Doomsday Cult: A Study of Conversion, Proselytization, and Maintenance of Faith[англ.]
  - Lofland J. Doomsday Cult: A Study of Conversion, Proselytization, and Maintenance of Faith. — Prentice Hall, 1966. — 276 p.
  - Lofland J. Doomsday Cult: A Study of Conversion, Proselytization, and Maintenance of Faith. — Irvington, 1977. — 362 p.
  - Lofland J. Doomsday Cult: A Study of Conversion, Proselytization, and Maintenance of Faith. — Irvington Publishers, 1981. — 362 p.
- Deviance and Identity
  - Lofland J. Deviance and Identity. — Prentice Hall, 1969. — 330 p.
  - Lofland J. Deviance and Identity. — Percheron Press, 2002. — 330 p.
- Analyzing Social Settings: A Guide to Qualitative Observation and Analysis
  - Lofland J. Analyzing Social Settings: A Guide to Qualitative Observation and Analysis. — Wadsworth Publishing Company, 1971. — 136 p.
  - Lofland J., Lofland L. H. Analyzing Social Settings: A Guide to Qualitative Observation and Analysis. — Wadsworth Publishing Company, 1984. — 136 p.
  - Lofland J., Lofland L. H. Analyzing Social Settings: A Guide to Qualitative Observation and Analysis. — Wadsworth Publishing Company, 1995. — 267 p.
  - Lofland J. Analyzing Social Settings: A Guide to Qualitative Observation and Analysis. — Wadsworth/Thomson Learning, 2006. — 282 p.
- Lofland J. Doing Social Life: The Qualitative Analysis of Human Interaction in Natural Settings. — Wiley-Blackwell, 1976. — 328 p.
- Bleackley H., Lofland J. State Executions Viewed Historically and Sociologically. — Patterson Smith Publishing Corporation, 1977. — 325 p.
- Lofland J. Crowd Lobbying: An Emerging Tactic of Interest Group Influence in California. — Institute of Governmental Affairs, University of California, 1982. — 116 p.
- Lofland J., Fink M. Symbolic Sit-ins: Protest Occupations at the California Capitol. — University Press of America[англ.]*, 1982. — 117 p.
- Lofland J. Polite Protesters: The American Peace Movement of the 1980s. — Syracuse University Press, 1993. — 321 p.
- Lofland J., Haig P. Polite Protesters: The American Peace Movement of the 1980s. — Arcadia Publishing, 2000. — 127 p.
- Lofland J. Davis: Radical Changes, Deep Constants. — Arcadia Publishing, 2004. — 160 p.
- Lofland J. Social Movement Organizations: Guide to Research on Insurgent Realities. — Third Edition. — Transaction Publishers[англ.], 2009. — 421 p.
- Lofland J. Protest: Studies of Collective Behaviour and Social Movements. — Routledge, 2017. — 361 p.

### Статьи
- Lofland J., Lejeune R. Initial Interaction of Newcomers in Alcoholics Anonymous: A Field Experiment in Class Symbols and Socialization // Social Problems. 1960. Vol. 8. P. 102—111.
- Lofland J. Priority Inversion in an Army Reserve Company // Berkeley Journal of Sociology. 1964. Vol. 9. P. l-15
- Lofland J., Stark R. Becoming a World-Saver // American Sociological Review[англ.]. 1965. Vol. 30. P. 862—874.
- Lofland J. Notes on Naturalism in Sociology // Kansas Journal of Sociology. 1967. Vol. 3. P. 45-61
- Lofland J., Lofland L. H. Some Benefits of Crime and Other Nonconformity // Houston Forum. 1968. Vol. 6. P. 41-45.
- Lofland J. The Youth Ghetto // Journal of Higher Education[англ.]. 1968. Vol. 39. P. 121—143
- Lofland J. Interactionist Imagery and Analytic Interruptus // Human Nature & Collectiv Beh: Essays in Honor of Herbert Blumer. / Ed. T. Shibutani. — Prentice-Hall, 1970. P. 35—45
- Lofland J. Morals Are the Message: The Work of Erving Goffman // Psychiatry and Social Science Review. 1970. Vol. 4. № 9. P. 17-19
- Lofland J. How to Make Out in Graduate Sociology // Kansas Journal of Sociology. 1971. Vol. 7. P. 102—121
- Lofland J. Styles of Reporting Qualitative Field Research // American Sociologist. 1974. Vol. 9. P. 101—111
- Lofland J. Open and Closed Dramaturgic Strategies: The Case of the State Execution. // Journal of Contemporary Ethnography[англ.]. 1975. Vol. 4. P. 272—293
- Lofland J., McClenahen L. Bearing Bad News // Sociology of Work and Occupations. 1976. Vol. 3. P. 251—272
- Lofland J. Becoming a World-Saver Revisited // American Behavioral Scientist[англ.]. 1977. Vol. 20. P. 805—818
- Lofland J. Becoming a World-Saver Revisited // Conversion Careers. / Ed. J. T. Richardson. — Beverly Hills: SAGE Publishing, 1978. — P. 10—23
- Lofland J. The Qualitative Strategy Approach to Interaction in Everyday Life // Interaction in Everyday Life / ed. J. Lofland. — Beverly Hills: SAGE Publishing, 1978. — P. 5—15
- Lofland J. White-Hot Mobilization: Strategies of a Millenarian Movement // Dynamics of Social Movements / eds. M. Zald and J. McCarthy. — Winthrop, 1979. P. 156—166
- Lofland J. Early Goffman: Style, Structure, Substance, Soul // The View From Goffman / ed. J. Ditton. — St. Martins, 1980. P. 25—51
- Lofland J. Sociologists as an Interest Group: Prospect and Propriety // Sociological Perspectives. 1981. Vol. 24. P. 275—297
- Lofland J. Collective Behavior // Social Psychology. / eds. M. Rosenberg and Ralph Turner. — Basic Books, 1981. P. 411—446
- Lofland J., Skonovd N. Conversion Motifs // Journal for the Scientific Study of Religion. 1981. Vol. 20. P. 373—385
- Lofland J. Crowd Joys // Journal of Contemporary Ethnography[англ.]. 1982. Vol. 10. P. 355—381.
- Lofland J., Lofland L. H. Graduate Fieldwork in Sociology at UC Davis // Anthropology and Education. 1983. Vol. 14. P. 181—184.
- Lofland J., Skonovd N. Patterns of Conversion // Of Gods and Men: New Religious Movements in the West. / ed. E. Barker. — Mercer University Press[англ.], 1983. P. 1—24
- Lofland J. "Erving Goffman’s Sociological Legacies //Journal for the Scientific Study of Religion. 1984. Vol. 13. P. 7-34
- Lofland J., Richardson J. T. Religious Movement Organizations: Elementary Forms and Dynamics // Research in Social Movements, Conflicts and Change[англ.]. 1984. Vol. 7. P. 29-51
- Lofland J., Jamison M. Social Movement Locals: Modal Member Structures // Sociological Analysis. 1984. Vol. 45. P. 115—129
- Lofland J. Reflections on a Thrice-named Journal // Journal of Contemporary Ethnography[англ.]. 1987. Vol. 16. P. 25—40
- Lofland J. Social Movement Culture & the Unification Church // The Future of the New Religious Movements. / eds. D. Bromley & P. Hammond. — Mercer University Press[англ.], 1987. P. 90-108
- Lofland J., Lofland L. H. Lime Politics: The Selectively Progressive Ethos of Davis, California // Research in Political Sociology. 1987. Vol. 3. P. 245—268.
- Lofland J. Consensus Movements: City Twinning and Derailed Dissent in the American Eighties // Research in Social Movements, Conflicts and Change[англ.]. 1989. Vol. 11. P. 163—196.
- Lofland J., Marullo S. Social Science and Peace Action in the Eighties // Peace Action in the Eighties / eds. S. Marullo and J. Lofland. — Rutgers University Press, 1990. P. 1-16
- Lofland J., Colwell M., Johnson V. Change-Theories and Movement Structure // Peace Action in the Eighties. / eds. S. Marullo & J. Lofland. — Rutgers University Press, 1990. P. 87—105
- Lofland J., Johnson V., Kato P. Peace Movement Organizations and Activists: An Analytic Bibliography // Behavioral and Social Sciences Librarian[англ.]. 1990. Vol. 10. № 1. P. 1-141
- Lofland J., Johnson V. Citizen Surges: A Domain in Movement Studies and a Perspective on US Peace Activism in the Eighties // Research in Social Movements, Conflicts and Change[англ.]. 1991. Vol. 13. P. 1—26.
- Lofland J. The Soar and Slump of Polite Protest: Interactive Spirals and the Eighties Peace Surge // Peace & Change[англ.]. 1992. Vol. 17. № 1. P. 34—59
- Lofland J. Theory-bashing and Answer-improving in the Study of Social Movements // The American Sociologist. 1993. Vol. 24. № 2. P. 37—58
- Lofland J. Analytic Ethnography: Features, Failures, Futures // Journal of Contemporary Ethnography[англ.]. 1995. Vol. 24. № 1. P. 30-67
- Lofland J., Fahey J. Decision-Making in Peace Groups // Peace and War Newsletter, 1995. P. 4—12.
- Lofland J. Charting Movement Culture: Tasks of the Cultural Cartographer // Culture and Social Movements. / eds. H. Johnston & B. Klandermans. — Minnesota, 1995. P. 188—216
- Lofland J. Student Case Studies of Social Movements: Experiences with an Undergrraduate Seminar // Teaching Sociology[англ.], 1996 .
- Lofland J. Synthesizing Research Findings on Collective Behavior and Social Movements // Mobilization. 1997. Vol. 2. P. 1-20.

### Энциклопедии
- Lofland J. Mankind United // Encyclopedia of Man, Myth and Magic. Vol. 13. P. 1725—1726

### Рецензии
- Lofland J. Wilson, Sociology // American Sociological Review[англ.]. 1966. Vol. 31. P. 870—871
- Lofland J. Bruyn, Human…. // American Sociological Review[англ.]. 1967. Vol. 32. P. 824—825
- Lofland J. Gordon, …Conversion // Journal for the Scientific Study of Religion. 1968. Vol. 7. P. 320-32l
- Lofland J. Feuer, …Generations // Journal of Higher Education[англ.]. 1970. Vol. XLII. P. 241—242
- Lofland J. Nelson, Spiritualism… // Journal for the Scientific Study of Religion. 1970. Vol. 9. P. 76-77
- Lofland J. Jurjevich, ….Cup // The Journal of Criminal Law, Criminology, and Police Science[англ.]. 1970. Vol. 61. P. 435—436.
- Lofland J. Icheiser, Appearances… // Social Casework, 1971. Vol. 52. P. 111
- Lofland J. Moskos, Am. Enlisted Man // American Journal of Sociology. 1971. Vol. 56. P. 942—944
- Lofland J. Schwartz, Sect Ideol… // Social Forces. 1972. Vol. 50. P. 407
- Lofland J. Phillips, Knowledge….? // Public Opinion Quarterly[англ.]. 1972. Vol. 36. P. 638—640
- Lofland J. Selby, ….Deviance // American Journal of Sociology. 1975. Vol. 80. P. 1501—1503
- Lofland J. Cowie & Roebuck, …Chiropractic… // Contemporary Sociology[англ.]. 1976. Vol. 5. P. 295—296
- Lofland J. Bean, …Rehabilitation // Sociology and Social Research. 1977. Vol. 61. P. 27l.
- Lofland J. Wallis, ….Scientology // Sociology and Social Research. 1978.
- Lofland J. Damrell, …..Meaning // Sociology and Social Research. 1979.
- Lofland J. Horowitz, Moonies… // Canadian Journal of Sociology[англ.]. 1979. Vol. 4. P. 332—333
- Lofland J. 1991 Carter, Charisma and Control…. // Contemporary Sociology[англ.]. Vol. 20. P. 464—465
- Lofland J. 1994 Rabow, Conversion, Sociology of Religion, 55:99-100